# Virginia, Honduras
Virginia är en ort i Honduras.   Den ligger i departementet Departamento de Lempira, i den västra delen av landet, 150 km väster om huvudstaden Tegucigalpa. Virginia ligger 391 meter över havet och antalet invånare är 2 734.
Terrängen runt Virginia är kuperad. Runt Virginia är det ganska tätbefolkat, med 179 invånare per kvadratkilometer. Närmaste större samhälle är Gualcince, 11,2 km norr om Virginia. Omgivningarna runt Virginia är en mosaik av jordbruksmark och naturlig växtlighet.